# Ni Rosas Ni Juguetes
„Ni Rosas Ni Juguetes” (în limba română: „Nici trandafiri nici jucării”) este un cântec al interpretei mexicane Paulina Rubio. Acesta fost compus de Cachorro López pentru cel de-al nouălea material discografic de studio al artistei, Gran City Pop. Piesa a fost lansată ca cel de-al doilea extras pe single al albumului.

## Clasamente
| Clasament (2009)            | Poziția maximă | Referință |
| --------------------------- | -------------- | --------- |
| Bolivia Singles Chart       | 1              | [ 3 ]     |
| Columbia Singles Chart      | 4              | [ 3 ]     |
| Costa Rica Airplay Chart    | 3              | [ 4 ]     |
| Mexican Singles Chart       | 6              | [ 5 ]     |
| Spanish Singles Chart       | 3              | [ 6 ]     |
| Billboard Hot Latin Songs   | 9              | [ 7 ]     |
| Billboard Latin Pop Airplay | 5              | [ 7 ]     |